# آل بو شامس (قبيلة)
 آلبو شامس أو الشوامس (واحدهم شامسي)؛ قبيلة عربية في دولة الإمارات العربية المتحدة، وتنتشر أيضاً في عدد من دول الخليج العربي مثل سلطنة عمان ودولة قطر ومملكة البحرين.
آلبو شامس هم أحد قسمي قبيلة النعيم، القسم الآخر هو آلبو خريبان (منهم فرع الخواطر). من بين القسمين، أصبح آلبو شامس مستقلين فعليًا وارتبطوا ارتباطًا وثيقًا بآلبو فلاسة في دبي.
هاجر آلبو شامس من غرب شبه الجزيرة العربية ليستقروا حول منطقتي الظاهرة والسنينة. قادت هجرات لاحقة بعضهم إلى العين وواحة البريمي. كما كان آلبو شامس تقليديًا زعماء الحمرية والحيرة، التابعتين للشارقة، واللتين حاولتا مرارًا تأكيد استقلالهما خلال القرن التاسع عشر وحتى القرن العشرين.
في حين أن النعيم كانوا غالبًا متورطين في نزاعات وحروب مفتوحة مع قبائل أخرى، بما في ذلك بنو كعب وبنو قتب وآلبو فلاسة، إلا أن آلبو شامس حافظوا عمومًا على علاقات طيبة مع القبائل الأخرى، وخاصةً الدروع وبنو قتب.
استقر النعيم في البريمي والعين المجاورة، حيث جاء توسعهم على حساب الظواهر، ولكنه اصطدم أيضًا ببني ياس وحلفائهم من المناصير. كان النعيم ككل، بما في ذلك آلبو شامس، بقيادة شيخ آلبو خريبان. ورغم ارتباط النعيم بالنفوذ الوهابي المتنامي في منطقة البريمي وتبنيهم للدعوة، إلا أنهم تحالفوا مع قوى أخرى لطرد الوهابيين من البريمي عام 1871، واحتلوا لاحقًا العديد من الحصون المحيطة بالبريمي. إلا أنه بعد وفاة زايد الكبير، عاد النعيم إلى الولاء لمسقط، ولكن في ثلاثينيات وأربعينيات القرن العشرين خضعوا للنفوذ السعودي.
مع استمرار تراجع قبيلة النعيم، حافظ آلبو شامس على هوية شبه منفصلة تمامًا، بل إن زعيم آلبو شامس في الحيرة، الشيخ عبدالرحمن بن محمد الشامسي، كان في كثير من الأحيان على خلاف، إن لم يكن في حرب، مع الخريباني النعيمي، حاكم عجمان.
مع تركيز المصالح السعودية على البريمي في أواخر أربعينيات القرن العشرين، اصطف آلبو شامس (بقيادة الشيخ راشد بن حمد الشامسي)، إلى جانب بنو كعب، ضد القوات البريطانية خلال نزاع البريمي.

## أشخاص بارزون
- عبدالرحمن بن محمد الشامسي – حاكم الحيرة سابقاً.

- سعيد محمد الشامسي – دبلوماسي وسفير الدولة لدى أستراليا سعيد محمد الشامسي

- تريم عمران تريم الشامسي – أحد مؤسسي صحيفتي الخليج والخليج اليوم

- عبد العزيز ناصر الشامسي – بروتوكول وزارة الخارجية الإماراتية

- أحلام - مغنية

- خلفان مبارك الشامسي - لاعب كرة قدم إماراتي
- محمد الشامسي - لاعب كرة قدم اماراتي
- بدرية الشامسي - كاتبة اماراتية
- سلطان الشامسي - لاعب كرة قدم اماراتي
- أحمد الشامسي - لاعب كرة قدم إماراتي
- عبدالله بن عمير الشامسي - شاعر عماني
- عبدالرحمن بن محمد الشامسي - حاكم الحيرة
- ميثاء سالم الشامسي -  سياسية ووزيرة دولة إماراتية
- سعاد الشامسي - مهندسة طيران إماراتية